# Tế bào cơ
Tế bào cơ  là loại tế bào được tìm thấy trong mô cơ. Tế bào cơ dài, tế bào hình ống phát triển từ myoblasts để tạo thành cơ bắp trong một quá trình được gọi là myogenesis. Có nhiều dạng tế bào cơ thể chuyên biệt khác nhau: các tế bào cơ tim, xương và trơn, với các đặc tính khác nhau. Các tế bào nổi bật của cơ tim và xương được gọi là sợi cơ. Cardiomyocytes là các sợi cơ tạo thành các buồng tim, và có một hạt nhân trung tâm duy nhất. Sợi cơ xương giúp hỗ trợ và di chuyển cơ thể và có xu hướng có hạt nhân ngoại vi. Các tế bào cơ trơn kiểm soát co thắt sự nhu động không tự nguyện như co thắt nhu động trong thực quản và dạ dày.